# NASCAR Winston Cup 1987
De NASCAR Winston Cup 1987 was het 39e seizoen van het belangrijkste NASCAR kampioenschap dat in de Verenigde Staten gehouden wordt. Het seizoen startte op 15 februari met de Daytona 500 en eindigde op 22 november met de Atlanta Journal 500. Dale Earnhardt won het kampioenschap voor de derde keer in zijn carrière. De trofee rookie of the year werd uitgereikt aan Davey Allison.

## Races
Top drie resultaten, exhibitie- en kwalificatiewedstrijden staan niet vermeld.
| '  | Datum  | Race                         | Circuit                         | Winnaar         | Tweede          | Derde           |
| 1  | 15-feb | Daytona 500                  | Daytona International Speedway  | Bill Elliott    | Benny Parsons   | Richard Petty   |
| 2  | 1-mrt  | Goodwrench 500               | North Carolina Speedway         | Dale Earnhardt  | Ricky Rudd      | Neil Bonnett    |
| 3  | 8-mrt  | Miller High Life 400         | Richmond International Raceway  | Dale Earnhardt  | Geoff Bodine    | Rusty Wallace   |
| 4  | 15-mrt | Motorcraft Quality Parts 500 | Atlanta Motor Speedway          | Ricky Rudd      | Benny Parsons   | Rusty Wallace   |
| 5  | 29-mrt | TranSouth 500                | Darlington Raceway              | Dale Earnhardt  | Bill Elliott    | Richard Petty   |
| 6  | 5-apr  | First Union 400              | North Wilkesboro Speedway       | Dale Earnhardt  | Kyle Petty      | Neil Bonnett    |
| 7  | 12-apr | Valleydale Meats 500         | Bristol Motor Speedway          | Dale Earnhardt  | Richard Petty   | Ricky Rudd      |
| 8  | 26-apr | Sovran Bank 500              | Martinsville Speedway           | Dale Earnhardt  | Rusty Wallace   | Geoff Bodine    |
| 9  | 3-mei  | Winston 500                  | Talladega Superspeedway         | Davey Allison   | Terry Labonte   | Kyle Petty      |
| 10 | 24-mei | Coca-Cola 600                | Charlotte Motor Speedway        | Kyle Petty      | Morgan Shepherd | Lake Speed      |
| 11 | 31-mei | Budweiser 500                | Dover International Speedway    | Davey Allison   | Bill Elliott    | Terry Labonte   |
| 12 | 14-jun | Miller High Life 500         | Pocono Raceway                  | Tim Richmond    | Bill Elliott    | Kyle Petty      |
| 13 | 21-jun | Budweiser 400                | Riverside International Raceway | Tim Richmond    | Ricky Rudd      | Neil Bonnett    |
| 14 | 28-jun | Miller American 400          | Michigan International Speedway | Dale Earnhardt  | Davey Allison   | Kyle Petty      |
| 15 | 4-jul  | Firecracker 400              | Daytona International Speedway  | Bobby Allison   | Buddy Baker     | Dave Marcis     |
| 16 | 19-jul | Summer 500                   | Pocono Raceway                  | Dale Earnhardt  | Alan Kulwicki   | Buddy Baker     |
| 17 | 26-jul | Talladega 500                | Talladega Superspeedway         | Bill Elliott    | Davey Allison   | Dale Earnhardt  |
| 18 | 10-aug | Budweiser At The Glen        | Watkins Glen International      | Rusty Wallace   | Terry Labonte   | Dave Marcis     |
| 19 | 16-aug | Champion Spark Plug 400      | Michigan International Speedway | Bill Elliott    | Dale Earnhardt  | Morgan Shepherd |
| 20 | 22-aug | Busch 500                    | Bristol Motor Speedway          | Dale Earnhardt  | Rusty Wallace   | Ricky Rudd      |
| 21 | 6-sep  | Southern 500                 | Darlington Raceway              | Dale Earnhardt  | Rusty Wallace   | Richard Petty   |
| 22 | 13-sep | Wrangler Jeans Indigo 400    | Richmond International Raceway  | Dale Earnhardt  | Darrell Waltrip | Ricky Rudd      |
| 23 | 20-sep | Delaware 500                 | Dover International Speedway    | Ricky Rudd      | Davey Allison   | Neil Bonnett    |
| 24 | 27-sep | Goody's 500                  | Martinsville Speedway           | Darrell Waltrip | Dale Earnhardt  | Terry Labonte   |
| 25 | 4-okt  | Holly Farms 400              | North Wilkesboro Speedway       | Terry Labonte   | Dale Earnhardt  | Bill Elliott    |
| 26 | 11-okt | Oakwood Homes 500            | Charlotte Motor Speedway        | Bill Elliott    | Bobby Allison   | Sterling Marlin |
| 27 | 25-okt | AC Delco 400                 | North Carolina Speedway         | Bill Elliott    | Dale Earnhardt  | Darrell Waltrip |
| 28 | 8-nov  | Winston Western 500          | Riverside International Raceway | Rusty Wallace   | Benny Parsons   | Kyle Petty      |
| 29 | 22-nov | Atlanta Journal 500          | Atlanta Motor Speedway          | Bill Elliott    | Dale Earnhardt  | Ricky Rudd      |

## Eindstand - Top 10
| 1  | Dale Earnhardt  | 4696 |
| 2  | Bill Elliott    | 4207 |
| 3  | Terry Labonte   | 4007 |
| 4  | Darrell Waltrip | 3911 |
| 5  | Rusty Wallace   | 3818 |
| 6  | Ricky Rudd      | 3742 |
| 7  | Kyle Petty      | 3737 |
| 8  | Richard Petty   | 3708 |
| 9  | Bobby Allison   | 3525 |
| 10 | Ken Schrader    | 3405 |